# Società Podistica Lazio 1907-1908
Questa voce raccoglie le informazioni riguardanti la Società Podistica Lazio nella stagione 1907-1908.

## Rosa
| N. |                       | Ruolo | Calciatore           |
| -- | --------------------- | ----- | -------------------- |
|    | Italia (bandiera)     | P     | Remo Forlivesi       |
|    | Italia (bandiera)     | P     | Oreste Zaccagna      |
|    | Italia (bandiera)     | D     | Alberto Canalini     |
|    | Italia (bandiera)     | D     | Egisto Federici      |
|    | Italia (bandiera)     | D     | Tito Masini          |
|    | Italia (bandiera)     | D     | Fernando Pellegrini  |
|    | Italia (bandiera)     | D     | Serafino Pellicciari |
|    | Italia (bandiera)     | C     | Pierluigi Andreoli   |
|    | Italia (bandiera)     | C     | Filiberto Corelli II |
|    | Portogallo (bandiera) | C     | Francisco dos Santos |
|    | Italia (bandiera)     | C     | Augusto Faccani      |
|    | Italia (bandiera)     | C     | Prospero Omodei      |
|    | Italia (bandiera)     | C     | Luigi Zucchi I       |

| N. |                   | Ruolo | Calciatore          |
| -- | ----------------- | ----- | ------------------- |
|    | Italia (bandiera) | A     | Sante Ancherani     |
|    | Italia (bandiera) | A     | Corrado Corelli I   |
|    | Italia (bandiera) | A     | Carlo Della Longa   |
|    | Italia (bandiera) | A     | Giancarlo Fantacone |
|    | Italia (bandiera) | A     | Mario Ferraciù      |
|    | Italia (bandiera) | A     | Lionello Matteini   |
|    | Malta (bandiera)  | A     | Silvio Mizzi        |
|    | Italia (bandiera) | A     | Fernando Saraceni I |
|    | Italia (bandiera) | A     | Francesco Marrajeni |
|    | Italia (bandiera) | C     | Ottavio Angelotti   |
|    | Italia (bandiera) | C     | Angelo Zucchi II    |
|    | Italia (bandiera) | A     | Rodolfo Folpini     |